# 湯姆金斯科夫 (紐約州)
湯姆金斯科夫（英語：Tomkins Cove）是位於美國紐約州羅克蘭縣的非建制地區。

## 歷史
湯姆金斯科夫的郵局自1860年營運至今。

## 地理
湯姆金斯科夫所處的海拔為高於海平面44米（即144英呎），而該地所採用的時區為UTC-5，即北美东部时区（EST）。同時該地設有夏令時間，為UTC-5調快一小時，即UTC-4（EDT）。